# Ducatul de Neapole
Ducatul de Neapole (în limba latină: Ducatus Neapolitanus) și-a început existența ca provincie bizantină, constituită secolul al VII-lea, în redusul teritoriu de coastă pe care longobarzii nu l-au putut cuceri în cadrul invaziei lor asupra Italiei din secolul al VI-lea. Ducatul a fost guvernat de către un comandant militar (dux) și a devenit imediat un stat independent de facto, durând mai multe de cinci secole pe parcursul evului mediu. 

## Invazia longobardă
În vremea invaziei longobarzilor în Italia, orașul Napoli număra o populație de circa 30-35.000 de locuitori. În anul 615, sub Giovanni de Conza, Napoli s-a răsculat pentru prima dată împotriva exarhului de Ravenna, reprezentantul împăratului bizantin în Italia. Ca răspuns, în anul 638 exarhul Eleutherius a numit primul duce de Neapole, care răspundea în fața strategos-ului bizantin de Sicilia. La acea vreme, Ducatus Neapolitanus controla o arie care corespundea aproximativ actuali provincii Napoli, cuprinzând zona Vezuviului, Campi Flegrei, peninsula Sorrento, Giugliano, Aversa, Afragola, Nola precum și insulele Ischia și Procida. În schimb, Capri făcea parte din Ducatul de Amalfi.

## Primul duce local
În anul 661, Neapole a obținut din parte împăratului Constans al II-lea dreptul de a fi condus de către un localnic, un anume Vasile, a cărui supunere față de împăratul de la Constantinopol a devenit curând pur nominală. Pe de altă parte, el avea titluri bizantine, precum patrikios sau hypatos ("consul"), monedele bătute în ducat purtau efigia împăratului grec, iar greaca era limba oficială. Totodată, ducele avea autoritate asupra porturilor vecine Gaeta, Amalfi și Sorrento, deși fiecare dintre acestea se bucura de o largă autonomie, în special în perioada târzie a ducatului de Neapole.

## Suzeranitatea papală
În anul 763, ducele Ștefan al II-lea a renunțat la supunerea față de Constantinopol, punând Neapole sub suzeranitatea papală. De fapt, încă din vremea ducelui Ioan I (711 - cca. 719), pus de către bizantini, papalitatea venise în sprijinul ducatului pentru a lupta împotriva longobarzilor, în vreme ce ajutorul bizantin părea prea îndepărtat. Guvernarea lui Ștefan al II-lea este considerată ca fiind o perioadă de tranziție în istoria Neapolelui: ea a îndepărtat Orientul iconoclast și s-a îndreptat către Occidentul papal. Grecii bizantini începeau să fie percepuți ca reprezentând o amenințare la fel de mare pentru napolitani precum longobarzii. 
Cândva către începutul secolului al IX-lea, ducele de Neapole a început să inscripționeze monedele în latină, latina înlocuind totodată limba greacă din uzul oficial. Chipul împăratul de la Constantinopol a fost treptat înlocuit de pe monede cu cel al Sfântului Januarius. Actele încă erau datate în funcție de domnia împăratului din răsărit, însă acesta din urmă nu avea nicio influență asupra chestiunilor legate de ducatul de Neapole. În 812, atunci când împăratul Leon al III-lea Isaurianul a lansat un apel al flotei întregului ducatus pentru a-l sprijini pe amiralul în lupta împotriva piraților sarazini  care prădau Sicilia, ducele Anthimus își permitea să ignore acest ordin; doar Amalfi și Gaeta au dat curs solicitării imperiale, trimițând contingente. Astfel, napolitanii se considerau practic independenți deja, în vreme ce supușii lor, la rândul lor, se simțeau independenți față de Neapole. 
Singura urmă a dominației externe o constituia faptul că ducatul nu era încă ereditar.

## Ducatul ereditar
În anul 840, ducele Sergiu I a stabilit succesiunea ereditară în ducat, moment din care Neapole era de facto independent. În această perioadă, orașul Napoli era în principal un centru militar, condus de către o aristocrație de războinici și proprietari de pământuri, cu toate că era constrânsă să predea vecinilor longobarzi o bună parte din teritoriile sale continentale. Napoli nu era un oraș comercial ca alte orașe maritime din Campania precum Amalfi și Gaeta, însă avea o flotă respectabilă care a participat la Bătălia de la Ostia din 849 împotriva sarazinilor. Cu toate acestea, Neapole nu a ezitat să se alieze cu "infidelii" dacă acest lucru însemna obținerea unuiu avantaj imediat: spre exemplu, în 836, ducatul a cerut sprijinul sarazinilor pentru a respinge trupele asediatoare ale longobarzilor venite din Ducatul de Benevento. Ducatul a ajuns la culmea puterii sale sub ducele-episcop Athanasius și succesorii săi, dintre care Grigore al IV-lea și Ioan al II-lea au participat la Bătălia de la Garigliano din anul 915. În perioada următoare, Neapole a decăzut ca importanță în secolul al X-lea, ajungând să fie capturat de către unul dintre rivalii săi deveniți tradiționali, Pandulf al IV-lea, principele de Capua.

## Luptele pentru supraviețuire

Hartă a Italiei în anul 1112.

În 1027, ducele Sergiu al IV-lea a creat comitatul de Aversa, donându-l unei cete de mercenari normanzi conduși de Rainulf Drengot, de al cărui sprijin ducele avusese nevoie în războiul cu Principatul de Capua. Sergiu a întărit această relație printr-o alianță matrimonială, însă când aceasta și-a pierdut valabilitatea, el a fost abandonat de către mercenarii săi și s-a retras într-o mănăstire. Fiul său, Ioan al V-lea, a recunoscut supremația principelui Guaimar al IV-lea de Salerno, ajungând să presteze omagiu acestuia. 
Neapole a constituit ultimul stat din sudul Italiei pe care normanzii l-au subjugat. Ducatul a supraviețuit căderii principatelor longobarde (Principatul de Capua, Principatul de Salerno, Ducatul de Benevento), precum și ducatelor de sorginte greacă (Ducatul de Amalfi, Ducatul de Gaeta, Ducatul de Sorrento). În 1137, ducele Sergiu al VII-lea a fost silit să se predea lui Roger al II-lea al Siciliei, care se proclamase rege al Siciliei cu șapte ani înainte. Sub noua administrație, orașul era administrat de către un compalazzo (conte palatin), cu o foarte redusă independență lăsată patriciatului napolitan. În această perioadă, orașul Napoli avea o populație de 30.000 de locuitori care își menținea subzistența pe baza teritoriului continental, în vreme ce activitățile comerciale erau în principal preluate de străini, în special de negustorii din Pisa și Genova.